# Alan Hutton
Alan Hutton, škotski nogometaš, * 30. november 1984, Glasgow, Škotska. 
Hutton je nekdanji nogometni branilec, dolgoletni član Aston Ville in škotske reprezentance.